# SPAR Premium League 1 Playoffs 2025
Die SPAR Premium League 1 Playoffs 2025 sind die Play-offs der SPAR Premium League 1 2024/25. Sie sind die 14. Play-offs der Schweizer SPAR Premium League 1.

## Modus

### Halbfinal
Der Erste spielt gegen den Vierten der Finalrunde und der Zweite gegen den Dritten in einem Best-of-Three-Format.

### Final
Die Sieger der Halbfinals spielen um den Schweizer Meistertitel in einem Best-of-Five-Format.

## Playoffs-Baum
|  | Halbfinal | Halbfinal          | Halbfinal    | Halbfinal | Halbfinal |          |              | Final | Final | Final | Final | Final | Final | Final |
|  |           |                    |              |           |           |          |              |       |       |       |       |       |       |       |
|  | 1         | LC Brühl           | 30           | 22        |           |          |              |       |       |       |       |       |       |       |
|  | 4         | GC Amicitia Zürich | 21           | 21        |           |          |              |       |       |       |       |       |       |       |
|  | 4         | GC Amicitia Zürich | 21           | 21        | 1         | LC Brühl | 29           | 34    | 34    |       |       |       |       |       |
|  |           |                    |              |           |           | LC Brühl | 29           | 34    | 34    |       |       |       |       |       |
|  |           | 2                  | Spono Eagles | 27        | 30        | 29       |              |       |       |       |       |       |       |       |
|  | 2         | 2                  | Spono Eagles | 27        | 30        | 29       | Spono Eagles | 37    | 33    |       |       |       |       |       |
|  | 2         |                    |              |           |           |          |              |       | 33    |       |       |       |       |       |
|  | 3         | Yellow Winterthur  | 26           | 25        |           |          |              |       |       |       |       |       |       |       |

## Spiele

### Halbfinal

#### (1) LC Brühl gegen (4) GC Amicitia Zürich
Übersicht
| Samstag, 3. Mai 2025 17:00 Uhr | LC Brühl Handball                     | 30:21        | GC Amicitia Zürich    | Kreuzbleiche, St. Gallen Zuschauer: 750 Schiedsrichter: Nasseri-Rad & Rottmeier |
| Samstag, 3. Mai 2025 17:00 Uhr | meiste Tore: Simova & Tomasini (je 5) | (14:7)       | meiste Tore: Erni (7) | Kreuzbleiche, St. Gallen Zuschauer: 750 Schiedsrichter: Nasseri-Rad & Rottmeier |
| Samstag, 3. Mai 2025 17:00 Uhr | Strafen: 1× 3×                        | Spielbericht | Strafen: 2× 5×        | Kreuzbleiche, St. Gallen Zuschauer: 750 Schiedsrichter: Nasseri-Rad & Rottmeier |

| Donnerstag, 8. Mai 2025 19:30 Uhr | GC Amicitia Zürich          | 21:22        | LC Brühl Handball         | Saalsporthalle, Zürich Zuschauer: 420 Schiedsrichter: Müller & Schaad |
| Donnerstag, 8. Mai 2025 19:30 Uhr | meiste Tore: Winterberg (7) | (10:11)      | meiste Tore: Tomasini (5) | Saalsporthalle, Zürich Zuschauer: 420 Schiedsrichter: Müller & Schaad |
| Donnerstag, 8. Mai 2025 19:30 Uhr | Strafen: 2× 5×              | Spielbericht | Strafen: 2× 3×            | Saalsporthalle, Zürich Zuschauer: 420 Schiedsrichter: Müller & Schaad |

#### (2) Spono Eagles gegen (3) Yellow Winterthur
Übersicht
| Samstag, 3. Mai 2025 20:00 Uhr | Spono Eagles              | 37:26        | Yellow Winterthur           | SPZ, Nottwil Zuschauer: 450 Schiedsrichter: Hasler & Hungerbühler |
| Samstag, 3. Mai 2025 20:00 Uhr | meiste Tore: Albrecht (9) | (20:15)      | meiste Tore: Abramowicz (8) | SPZ, Nottwil Zuschauer: 450 Schiedsrichter: Hasler & Hungerbühler |
| Samstag, 3. Mai 2025 20:00 Uhr | Strafen: 1× 4×            | Spielbericht | Strafen: 1× 6×              | SPZ, Nottwil Zuschauer: 450 Schiedsrichter: Hasler & Hungerbühler |

| Donnerstag, 8. Mai 2024 19:00 Uhr | Yellow Winterthur                    | 25:33        | Spono Eagles              | Axa-Arena, Winterthur Zuschauer: 750 Schiedsrichter: Abalo & Maurer |
| Donnerstag, 8. Mai 2024 19:00 Uhr | meiste Tore: Oliveira de Almeida (7) | (14:18)      | meiste Tore: Albrecht (8) | Axa-Arena, Winterthur Zuschauer: 750 Schiedsrichter: Abalo & Maurer |
| Donnerstag, 8. Mai 2024 19:00 Uhr | Strafen: 0× 3×                       | Spielbericht | Strafen: 0× 6×            | Axa-Arena, Winterthur Zuschauer: 750 Schiedsrichter: Abalo & Maurer |

### Final:(1) LC Brühl gegen (2) Spono Eagles
Übersicht
| Mittwoch, 14. Mai 2025 18:15 Uhr | LC Brühl Handball          | 29:27        | Spono Eagles              | Kreuzbleiche, St. Gallen Zuschauer: 650 Schiedsrichter: L. Hardegger & S. Hardegger |
| Mittwoch, 14. Mai 2025 18:15 Uhr | meiste Tore: Tomasini (10) | (17:15)      | meiste Tore: Albrecht (9) | Kreuzbleiche, St. Gallen Zuschauer: 650 Schiedsrichter: L. Hardegger & S. Hardegger |
| Mittwoch, 14. Mai 2025 18:15 Uhr | Strafen: 0× 2×             | Spielbericht | Strafen: 0× 1×            | Kreuzbleiche, St. Gallen Zuschauer: 650 Schiedsrichter: L. Hardegger & S. Hardegger |

| Samstag, 17. Mai 2025 18:15 Uhr | Spono Eagles              | 30:34        | LC Brühl Handball      | SPZ, Nottwil Zuschauer: 950 Schiedsrichter: Müller & Schaad |
| Samstag, 17. Mai 2025 18:15 Uhr | meiste Tore: Zumstein (8) | (15:18)      | meiste Tore: Wolff (8) | SPZ, Nottwil Zuschauer: 950 Schiedsrichter: Müller & Schaad |
| Samstag, 17. Mai 2025 18:15 Uhr | Strafen: 1× 5×            | Spielbericht | Strafen: 0× 2×         | SPZ, Nottwil Zuschauer: 950 Schiedsrichter: Müller & Schaad |

| Mittwoch, 21. Mai 2025 18:15 Uhr | LC Brühl Handball       | 34:29        | Spono Eagles                            | Kreuzbleiche, St. Gallen Zuschauer: 1475 Schiedsrichter: Abalo & Maurer |
| Mittwoch, 21. Mai 2025 18:15 Uhr | meiste Tore: Wolff (12) | (19:14)      | meiste Tore: Heinzer & Snedkerud (je 6) | Kreuzbleiche, St. Gallen Zuschauer: 1475 Schiedsrichter: Abalo & Maurer |
| Mittwoch, 21. Mai 2025 18:15 Uhr | Strafen: 1× 4×          | Spielbericht | Strafen: 1× 3×                          | Kreuzbleiche, St. Gallen Zuschauer: 1475 Schiedsrichter: Abalo & Maurer |